# Tereza Vyoralová
Tereza Vyoralová (* 16. ledna 1994 Weißenfels) je česká basketbalistka hrající na pozici rozehrávačky a křídla.
Od roku 2013 hraje za pražský tým ZVVZ USK Praha, kde je nejdéle hrající členkou. Za tento tým hraje jak v české ženské basketbalové lize, tak v Eurolize v basketbalu žen. Na pozici rozehrávačky se také účastnila mistrovství Evropy v basketbalu žen v roce 2017.
V roce 2022 vyhrála 3. místo v anketě Basketbalista roku za sezonu 2021/22 v kategorii nejlepší basketbalistka. Spolu se svou spoluhráčkou Veronikou Šípovou je patronkou nadace Koše proti drogám.
Jejím otcem je basketbalista a trenér Vladimír Vyoral, a strýcem je basketbalista Libor Vyoral.